# Fahrradgarage

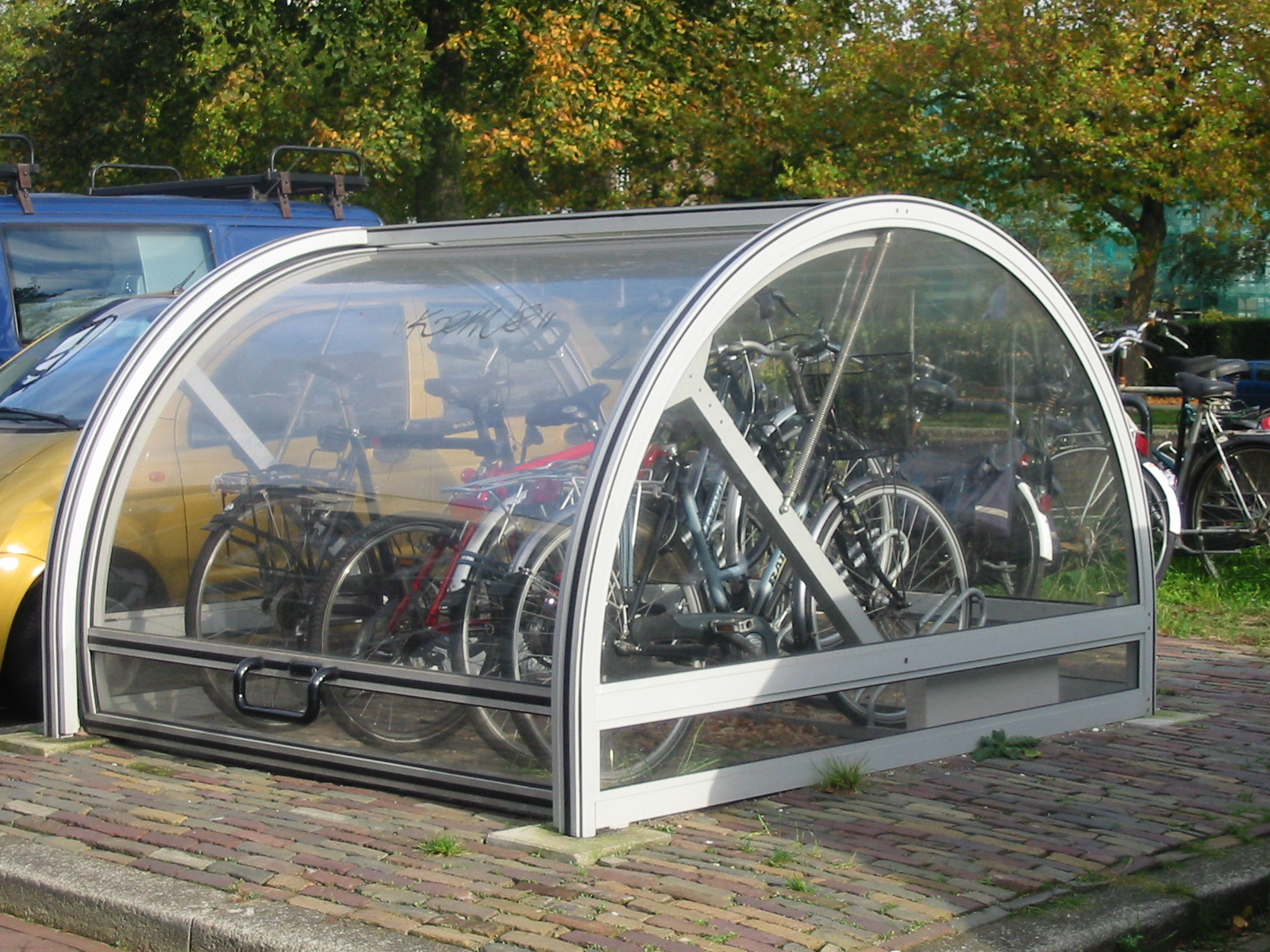
Fahrradkleingarage

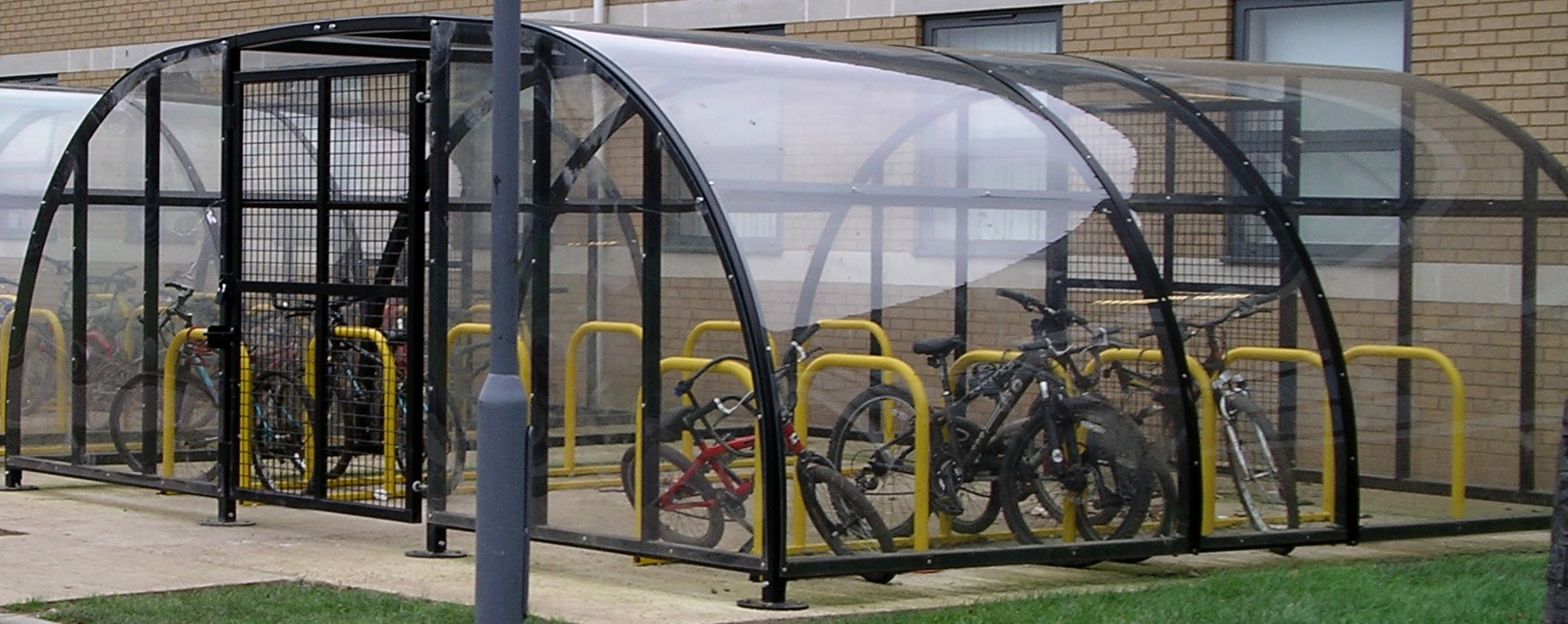
Fahrradsammelgarage

Fahrradgarage (schweizerisch auch Velogarage) ist ein Oberbegriff für alle geschlossenen Bauformen einer Fahrradabstellanlage. Fahrradgaragen zählen zu den Verkehrsanlagen des ruhenden Verkehrs und bieten den abgestellten Fahrrädern über die Eigenschaften von offenen Abstellanlagen hinaus Schutz vor Witterungseinflüssen sowie signifikant besseren Schutz vor Fahrraddiebstählen, Komponentendiebstählen und Vandalismus.
Mit dem allgemeinen Trend zu hochwertigeren und hochpreisigeren Fahrrädern, E-Bikes und Lastenfahrrädern steigt proportional die Nachfrage nach entsprechend gesicherten Abstellmöglichkeiten. Außerdem begreifen im Zuge der Verkehrswende immer mehr Nutzer und Mobilitätsplaner das Fahrrad als vollwertiges Verkehrsmittel und verlangen von ihm eine vergleichbar hohe Verfügbarkeit und Zuverlässigkeit wie von einem Auto, was bei Abstellung in offenen Abstellanlagen nicht erreichbar ist.
Fahrradgaragen werden daher überall benötigt, wo regelmäßiger Bedarf zum (insbesondere längerfristigen) gesicherten Abstellen von Fahrrädern besteht. Beispiele sind die jetzt vielfach entstehenden Mobilitätsstationen, andere Verkehrsknotenpunkte und Bahnhöfe, Arbeitsstätten sowie Mehrfamilienhäuser ohne interne Fahrradabstellmöglichkeiten.

## Bauformen

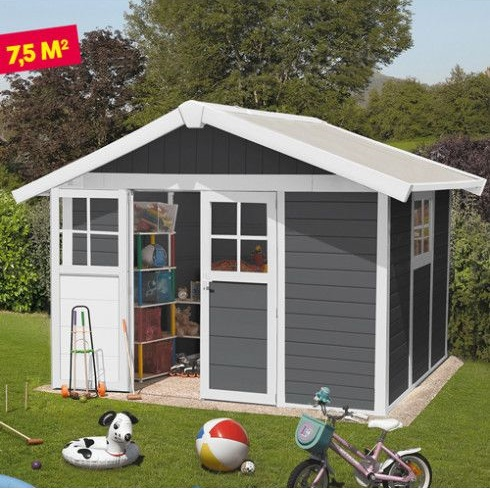

### Geräte- und Gartenhäuser als „Fahrradgaragen“
In Bau- und Gartenmärkten werden in großer Modellvielfalt Geräte- und Gartenhäuser zur Aufbewahrung der verschiedensten Gartenutensilien angeboten, die sich je nach Grundriss und Türabmessungen teilweise auch zur Abstellung von Fahrrädern eignen und dann nicht selten als „Fahrradgaragen“ beworben werden. Sie entsprechen aber nicht den in Fachkreisen üblichen Definitionen verschiedener Ausprägungen von Fahrradgaragen, eignen sich nur zur Fahrradabstellung im reinen Privatbereich und werden von den Kommunen üblicherweise nicht als förderungswürdige Lösungen für kleine Gemeinschaftsanlagen (Quartiersanlagen) anerkannt.

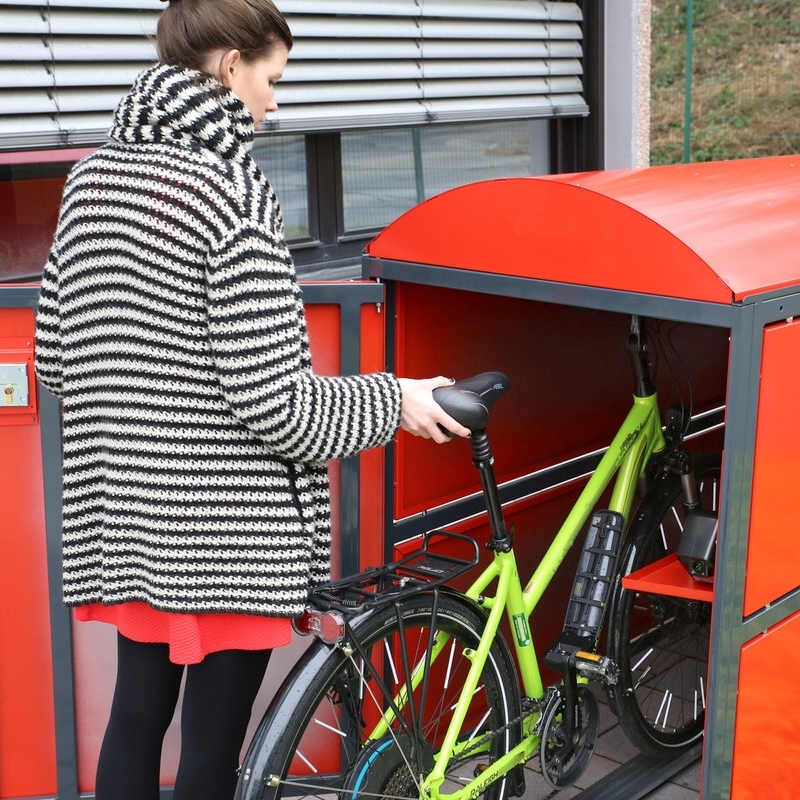
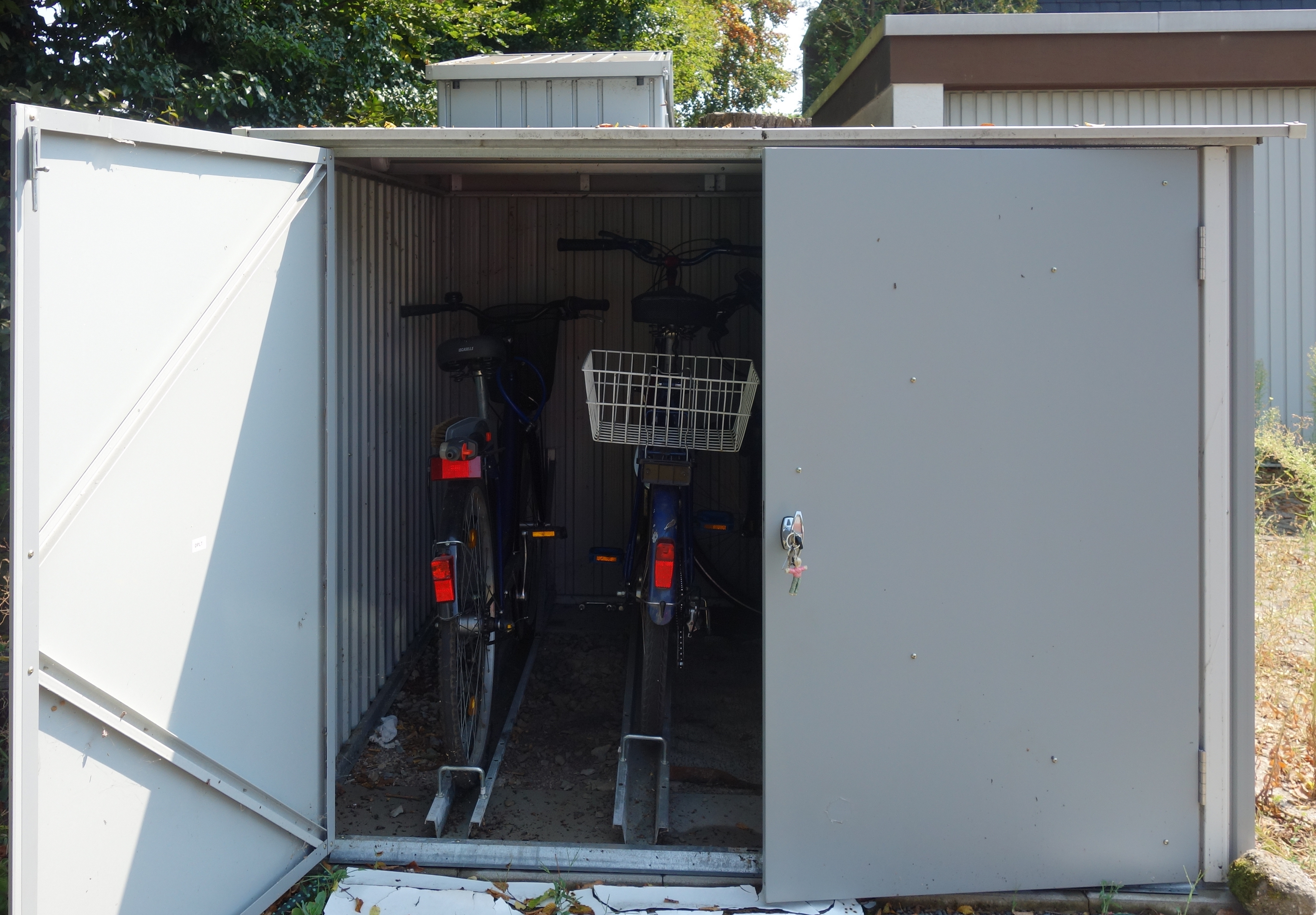

### Fahrradboxen
Nach der in Fachkreisen gebräuchlichen Definition haben Fahrradboxen den Charakter von Schließfächern für Fahrräder. Wegen der geringen Bauhöhe müssen die Nutzer beim Ein- und Ausparken ihrer Fahrräder außerhalb der Fahrradbox bleiben; zur Erleichterung des Ein- und Ausparkens sind in der Regel Führungsschienen am Boden montiert. Im allgemeinen Sprachgebrauch ist der Begriff Fahrradbox über die in Fachkreisen übliche Definition sehr viel weiter gefasst, so dass z. B. häufig Fahrradboxen und Fahrradkleingaragen miteinander verwechselt werden.
Während alle anderen Ausführungsformen von Fahrradgaragen der Anlagenebene von Fahrradabstellanlagen zugerechnet werden, sind Fahrradboxen wie Fahrradhalter der Produktebene (oder Fahrradhalter-Ebene) zugeordnet und werden auch in der DIN 79008:2016-05 Stationäre Fahrradparksysteme behandelt. Der Normtext enthält Vorgaben über Mindestabmessungen der Türöffnung und des gesamten Baukörpers und schreibt das Vorhandensein einer Notfallöffnung und einer Notfallbelüftung vor, damit sich z. B. spielende Kinder nicht darin einschließen können, ohne sich selbst wieder befreien zu können. Fahrradboxen werden nicht nur in Größen zur Abstellung eines einzelnen Fahrrades angeboten, sondern es gibt auch Doppelgaragen oder Ausführungen für vier Fahrräder. Weiterhin sind auch doppelstöckige Modelle und Ausführungen für überlange Lastenräder erhältlich. Einige Fahrradboxen sind optional auch mit elektrischer Ausrüstung erhältlich, so dass darin E-Bike-Akkus geladen werden können. Bei der Planung und Installation elektrisch ausgerüsteter Fahrradboxen muss auf Elektrosicherheit und akkufreundliche Temperaturgegebenheiten geachtet werden. Fahrradboxen werden vereinzelt auch von Baumärkten angeboten, überwiegend aber von Stadtmobiliar-Anbietern vertrieben. Stand 12/2023 enthält die Auflistung der durch den Allgemeinen Deutschen Fahrrad-Club ADFC nach DIN 79008 (bzw. Vorgängernorm TR6102-0911) geprüften Modelle elf Fahrradboxen. Diese Auflistung erhebt keinen Anspruch auf Vollständigkeit, da auch andere akkreditierte Prüfinstitute die DIN-790098-Konformität von Fahrradboxen prüfen und bescheinigen können.
Fahrradboxen werden insbesondere von Nutzern hochwertiger Fahrräder nachgefragt und sind u. a. an Mobilitätsstationen, B+R-Stationen, anderen Bahnstationen und ÖPNV-Haltestellen zu finden, wo Pendler ihr Fahrrad als Zubringer benutzen und sicher abstellen wollen. Sie werden aber auch in Bereichen eingesetzt, in denen Fahrradtouristen eine abschließbare Abstellmöglichkeit für ihre Räder mitsamt Gepäck angeboten werden soll. Teilweise haben die Boxen keine eigene Verriegelung, sondern werden durch das selbst mitgeführte Fahrradschloss versperrt.

#### Verbraucherschutzproblematik bei Fahrradboxen

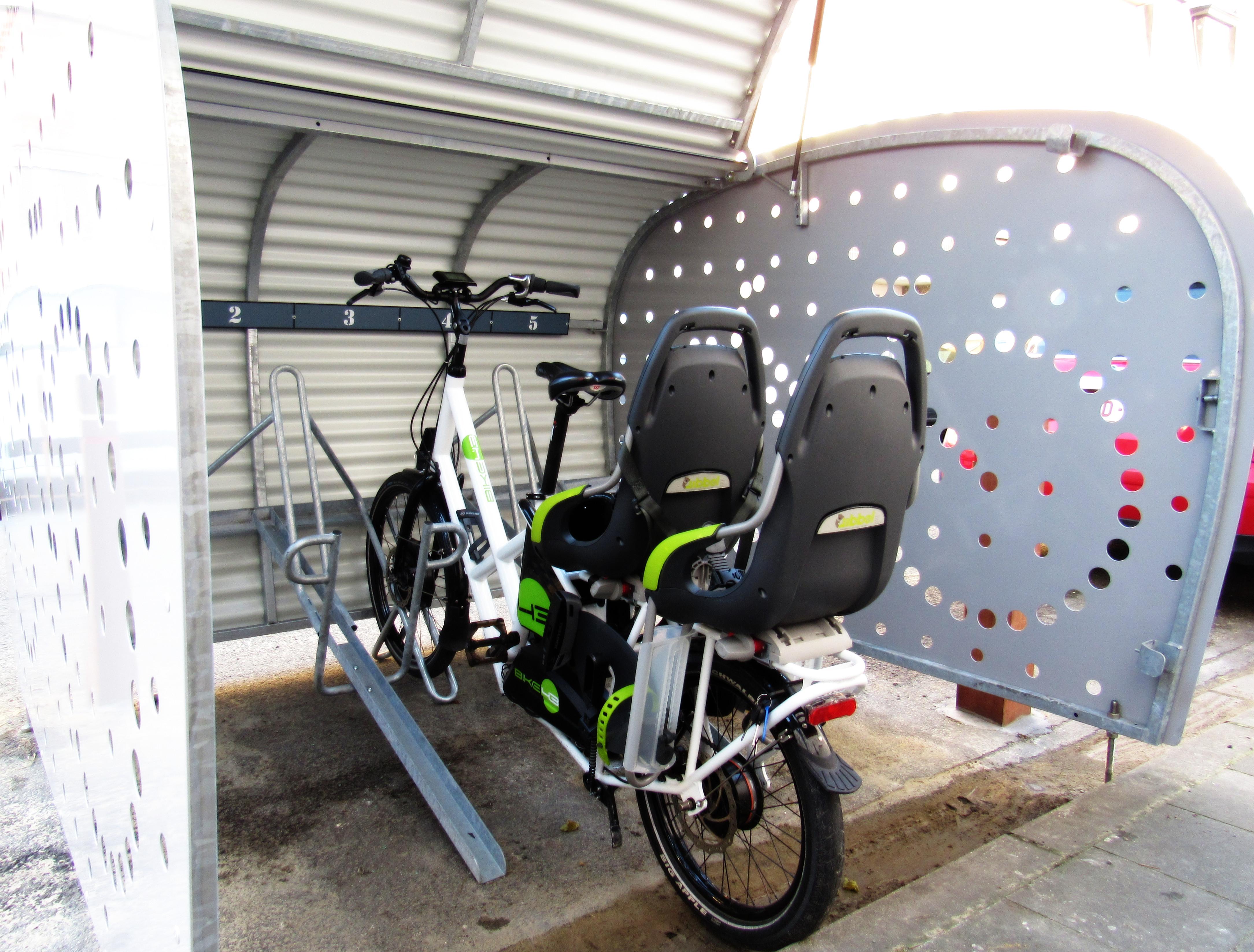
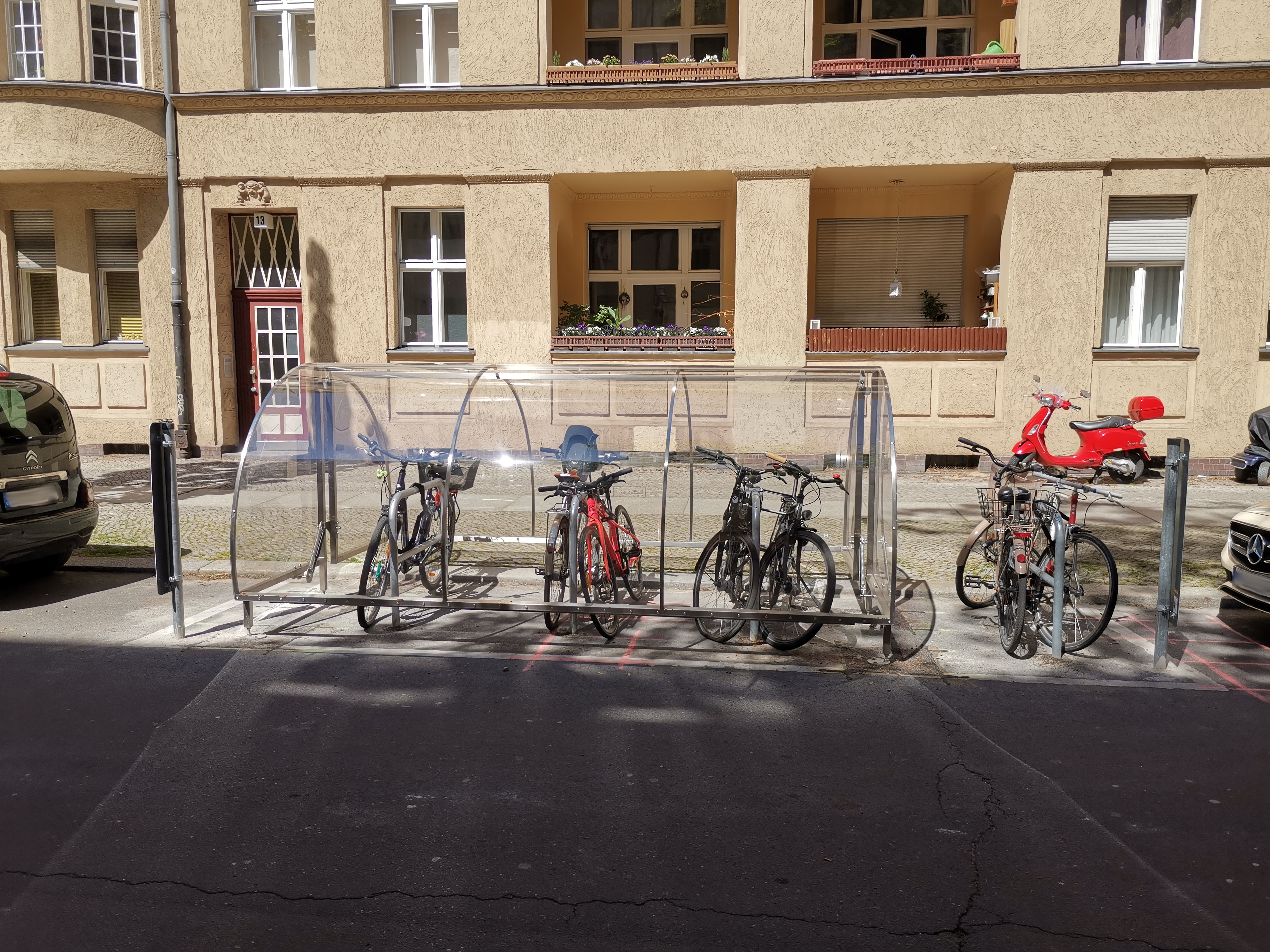
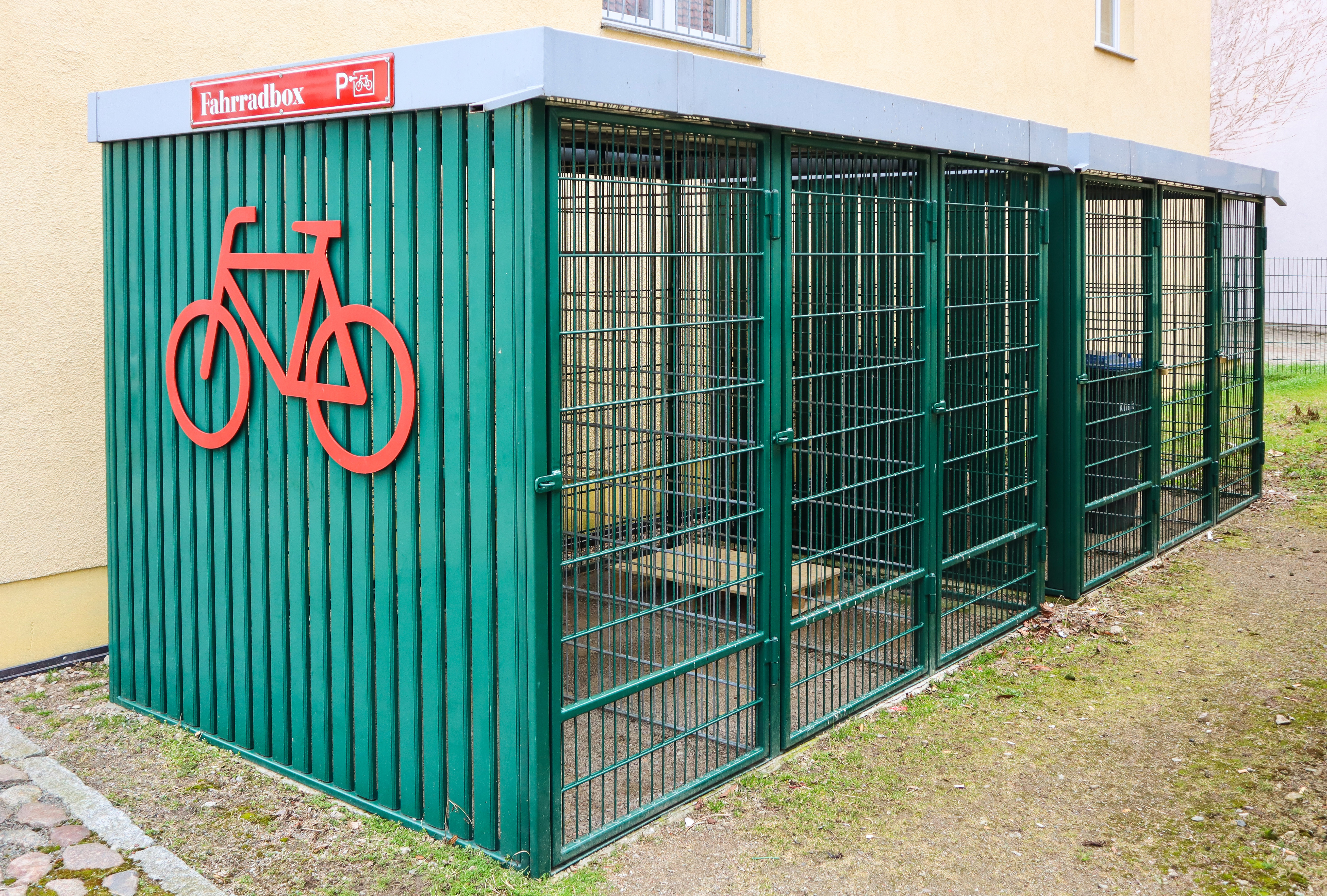

Ende 2023 standen erstmals Produkte des Fahrradparkens im Fokus von Pseudo-Warentests, die seit geraumer Zeit im Internet insbesondere zu Konsumgütern veröffentlicht werden und oft dem Erscheinungsbild von professionellen Vergleichstests der Stiftung Warentest stark nachempfunden sind. Inhaltlich liefern die Pseudo-Warentests den Verbrauchern keine zusätzlichen Informationen zur Produktqualität, sondern sie enthalten über allgemeine Texte zur Produktgruppe hinaus lediglich tabellarische Übersichten mit Datenblattangaben, Zusammenfassungen von Amazon-Käuferbewertungen und Links zu Anbietern der Produkte. Damit sind sie weitestgehend werblicher Natur und den Ausprägungsformen des Affiliate-Marketings zuzurechnen. Nicht selten entstammen zahlreiche Pseudo-Warentests zu einer Produktgruppe vermutlich einem einzigen Rohartikel, die dann in verschiedenen Abwandlungen von diversen Online-Medien und Internet-Werbeseiten veröffentlicht werden. Diese aus Sicht des Verbraucherschutzes problematischen Pseudo-Warentests haben Ende 2023 Fahrradboxen zum Thema gehabt, aber darunter abweichend von der gebräuchlichen Definition auch eher Gartenhäuschen aus den Baumarkt-Portfolios verstanden. Alle diese Pseudo-Warentests enthalten keinerlei Hinweis auf die auf Fahrradboxen anzuwendende DIN 79008, und in allen ihren Produktübersichten taucht keines der elf (Stand 12/2023) DIN-geprüften Fahrradboxmodelle auf. Einige der Artikel betonen, dass bislang zu Fahrradboxen keine Vergleichstests von Stiftung Warentest oder Öko-Test erschienen seien.
Professionelle Planer und Einkäufer von Fahrradabstellanlagen dürften durch diese Pseudo-Warentests zu Fahrradboxen kaum Schaden erleiden. Anders sieht es jedoch bei Interessenten aus, die mit der Thematik wenig vertraut sind, aber gerade für eigenen Gebrauch oder im Rahmen einer genossenschaftlichen Initiative zur Errichtung einer Quartiersanlage auf der Suche sind nach geeigneten Fahrradboxen. Manche Internetrecherche von Verbrauchern wird beim Auffinden eines Pseudo-Warentests als erfolgreich angesehen und beendet, so dass im Suchmaschinen-Ranking tieferstehende Suchergebnisse mit möglicherweise tatsächlichen Qualitätsinformationen nicht mehr wahrgenommen werden. Im Sinne eines ernsthaften Verbraucherschutzes kann es als unabdingbar angesehen werden, dass die Herausgeber ihre Pseudo-Warentests zu Fahrradboxen nachbessern, indem sie deutlich auf die Gültigkeit der DIN 79008 und die nach deren Teil 2 bzw. nach der Vorgängernorm TR6102-0911 getesteten Modelle hinweisen.

### Fahrradkleingaragen
Fahrradkleingaragen werden häufig mit Fahrradboxen verwechselt: Im Gegensatz zu Fahrradboxen können die Nutzer in Fahrradkleingaragen ihr Fahrrad in aufrechter Körperhaltung bis zur Parkposition begleiten, entweder durch eine entsprechende Raumhöhe oder die Anlage lässt sich durch ein Rolltor, eine Klappflügeltür oder einen Schwenkdeckel (ähnlich einem Helmvisier) so weit öffnen. Fahrradkleingaragen bieten typischerweise Stellplätze für ca. vier bis zehn Fahrräder auf einer gemeinsamen Fläche. Üblicherweise sind Fahrradkleingaragen mit Fahrradhaltern bestückt, mindestens aber mit Anschließbügeln zur Sicherung der einzelnen Fahrräder, da sie in der Regel einem größeren Personenkreis als nur einer Haushaltsgemeinschaft zur Verfügung stehen. Gelegentlich findet man auch Ausführungen, die durch Trennwände in die einzelnen Stellplätze unterteilt sind und dann separate Türen erfordern. Wenn die Außenwände einer Fahrradkleingarage aus Lochblechen oder Metallgittern aufgebaut sind, spricht man auch von Fahrradkäfigen.

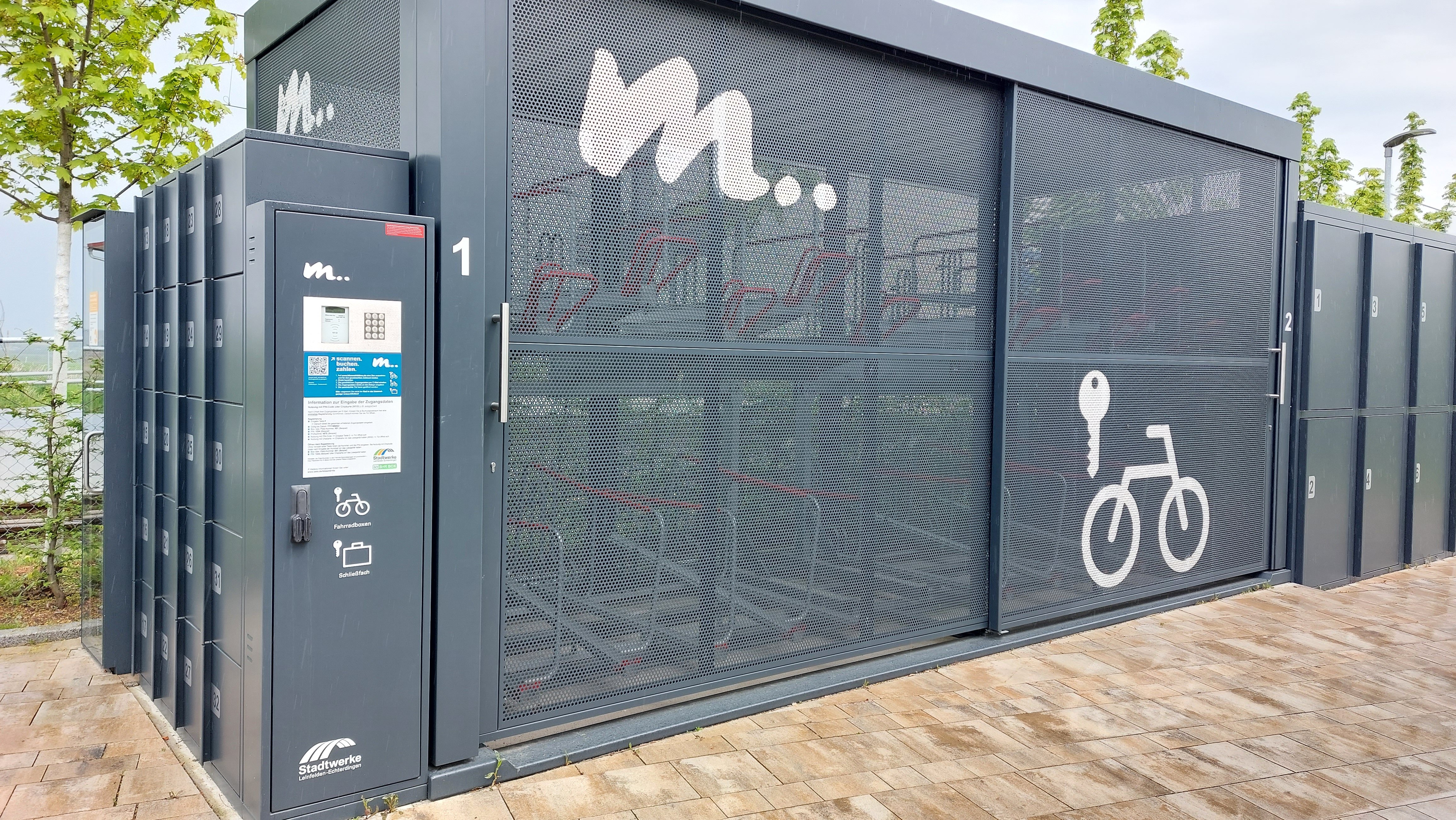
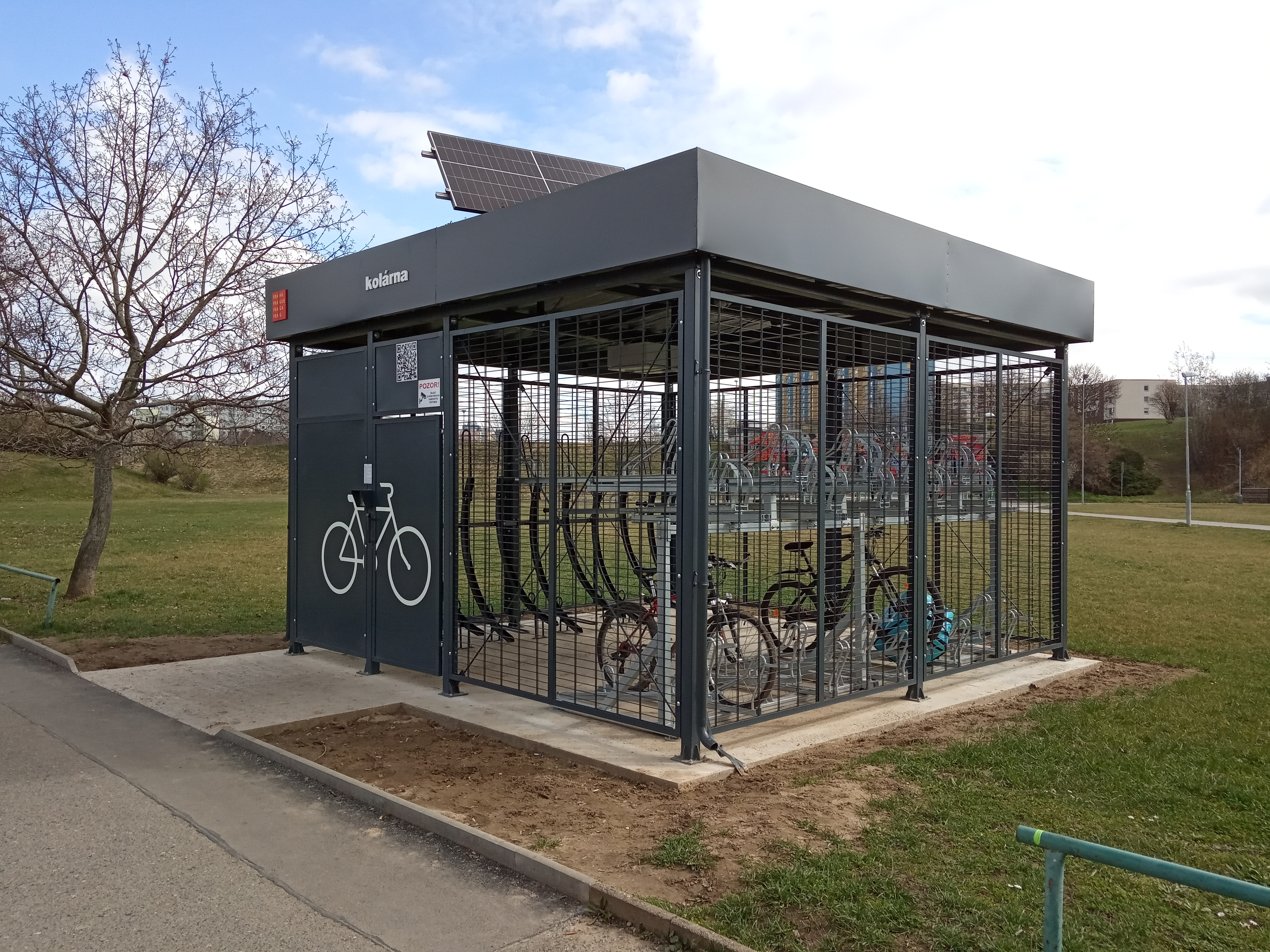

### Fahrradsammelgaragen
Sammelgaragen sind in aufrechter Körperhaltung begehbare abgeschlossene und überdachte Fahrradabstellanlagen mit typischerweise mehr als zehn Stellplätzen, stellen also die Kleinausführung eines Fahrradparkhauses dar. Baulich handelt es sich dabei in der Regel um Leichtbauten, deren Wände meistens aus Lochblechen, Wellblechen oder Metall-/Glaskonstruktionen bestehen und die in dieser Form inklusive geeigneter Schließ- und Zugangssysteme schlüsselfertig von Stadtmobiliar-Lieferanten angeboten werden. Aber auch zu Fahrradabstellanlagen umfunktionierte ehemalige PKW-Garagen oder Lagerhallen fallen unter die Definition von Fahrradsammelgaragen. Hinsichtlich Betriebsform und Nutzerkreis gibt es insbesondere zwei Ausprägungen, einmal in Form von Quartiersanlagen mit in der Regel dauerhaft vermieteten Stellplätzen, die einem eingegrenzten Personenkreis (und ggf. deren Gästen) zur Verfügung stehen und andererseits insbesondere Bike+Ride-Anlagen an Bahnhöfen, deren Stellplätze sowohl dauerhaft vermietet wie auch individuell für einzelne Abstellvorgänge buchbar sein können. Fahrradsammelgaragen sind in der Regel mit Fahrradhaltern bestückt, bei zum Fahrradparken umfunktionierten Massivbauten kommen auch Indoor-Bestückungen mit Fahrradboxen vor.

#### Fahrradhäuschen
Ein Fahrradhäuschen ist eine spezielle Bauform einer Fahrradsammelgarage mit einer Stahlskelett-/Holzkonstruktion auf einem in der Regel zwölfeckigen Grundriss. Im Inneren ist ein Karussellparker montiert, eine kreisförmige Anordnung von meistens zwölf Hängeparkern an einem drehbaren Metallgestell. Das gesamte Karussell ist wie ein Kleiderständer drehbar, so dass nur an einer Seite zusätzlicher Manövrierraum zum Ein- und Ausparken der Fahrräder erforderlich ist. Das Ein- und Ausparken in den Hängeparkern erfordert einige Übung und insbesondere Kraftanstrengung, da das Fahrrad mit seiner Längsachse in eine senkrechte Lage gehoben und dann mit seiner Vorderradfelge in einen Karussellhaken eingehängt werden muss. Seit geraumer Zeit werden aber auch Fahrradhäuschen mit Karussellparkern mit mechanischen Hebehilfen ausgerüstet. Dabei wird das Fahrrad durch einen Hebel mit Hilfe einer Gasdruckfeder ohne nennenswerte Kraftanstrengung in die Parkposition gehoben bzw. abgesenkt.

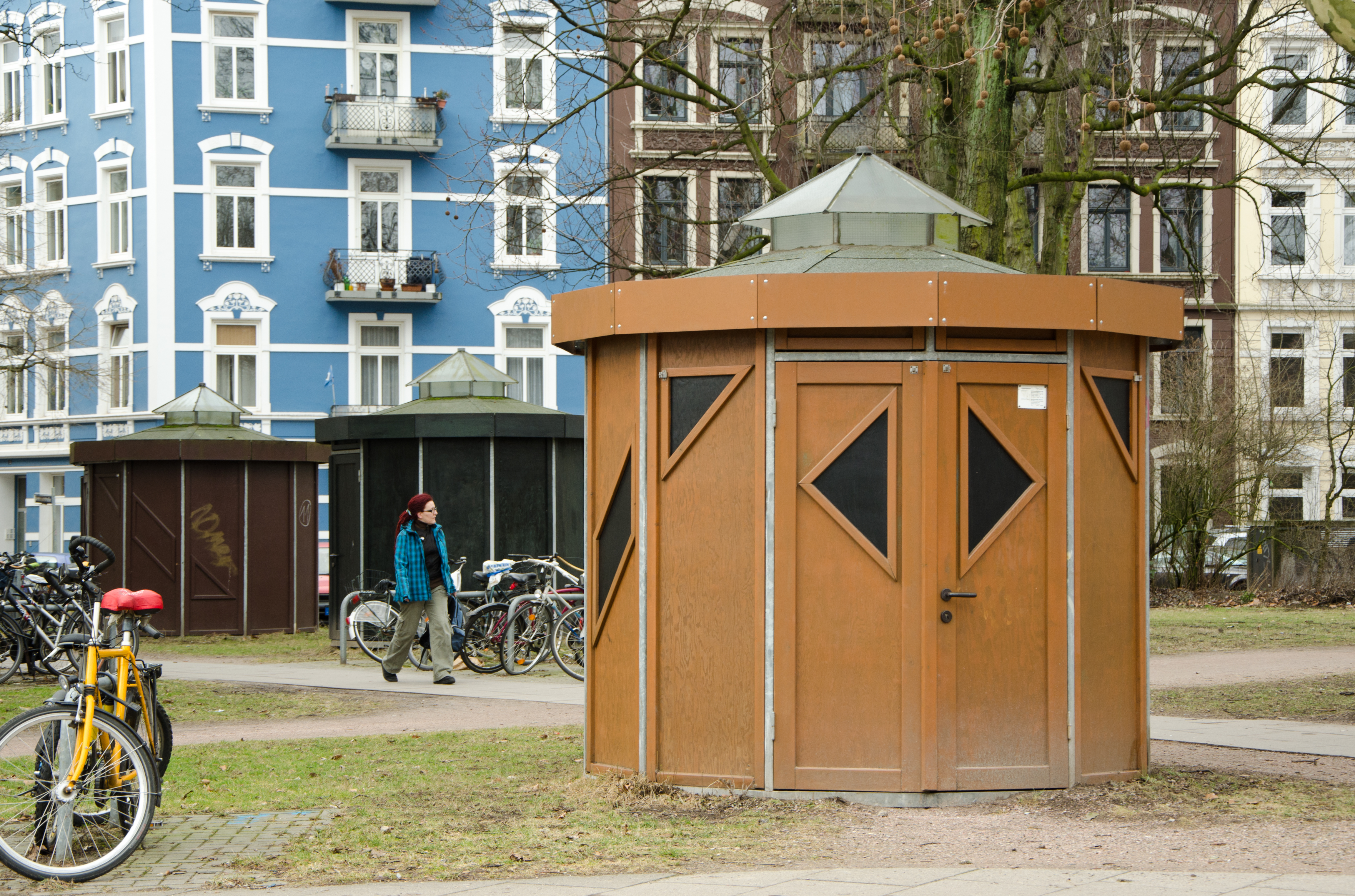
Hamburg
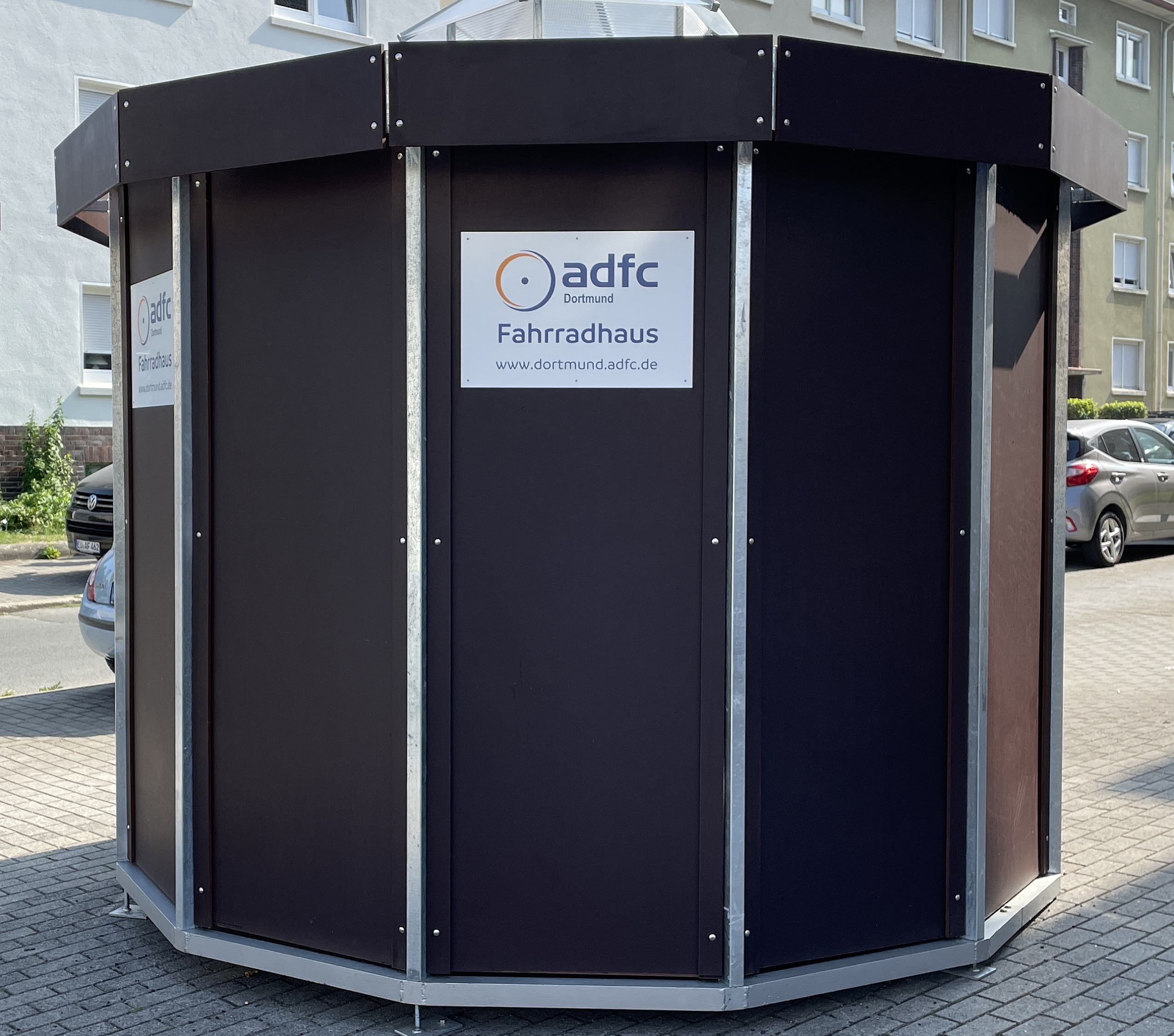
Dortmund
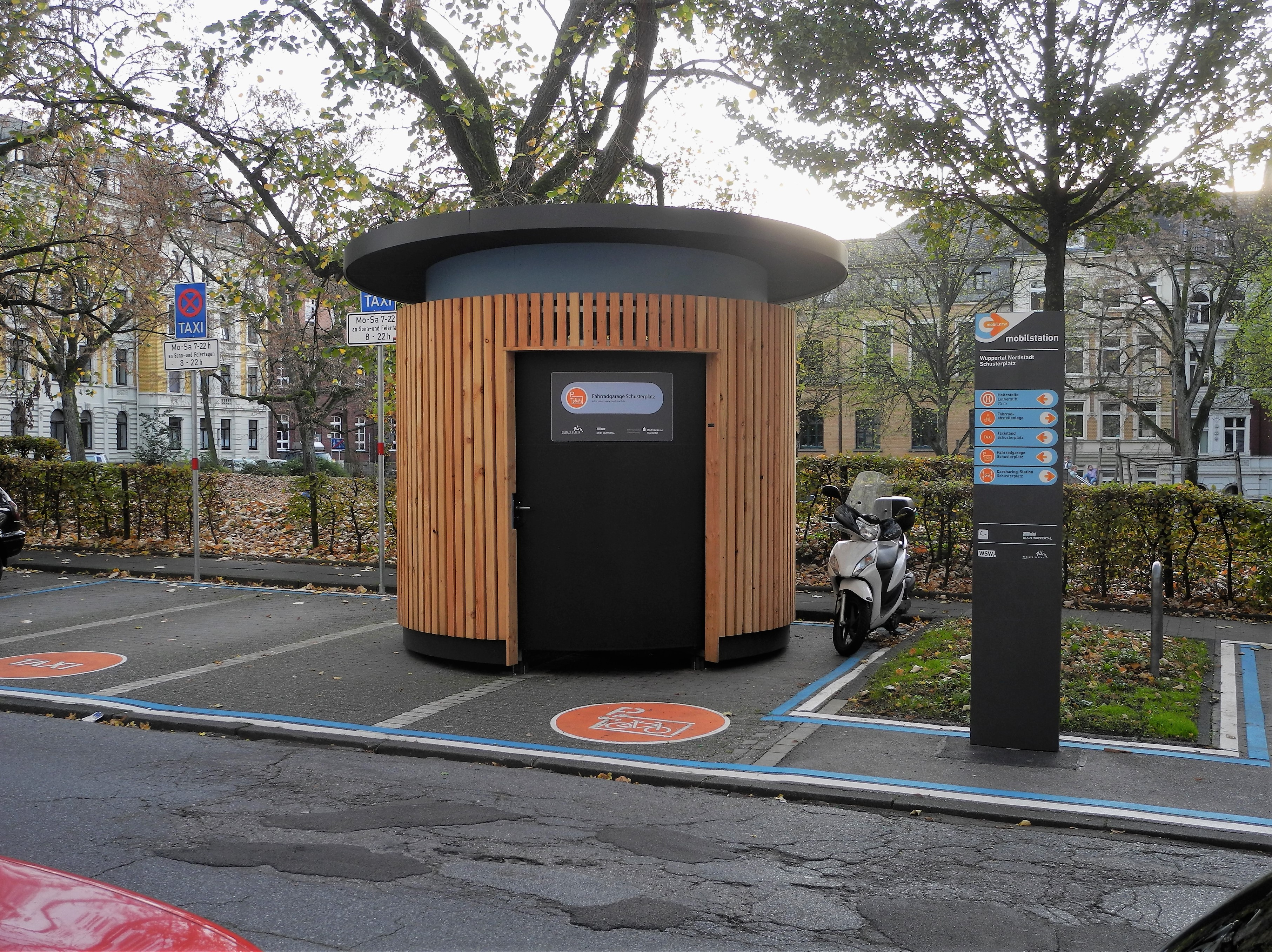
Wuppertal

Fahrradhäuschen werden meistens als so genannte Quartiersanlagen in der Nähe von Mehrfamilienhäusern errichtet, wenn in den Häusern selbst oder direkt davor keine Fahrradparkmöglichkeiten für die Bewohner geschaffen werden können. Quartiersanlagen können sowohl auf privatem Grund wie auch – bei entsprechender Einigung mit der Kommune – auf öffentlichem Grund errichtet werden; oftmals werden sie in Form genossenschaftsähnlicher Initiativen von Bewohnern betrieben. Als „Geburtsstätte“ der Fahrradhäuschen gilt der Stadtstaat Hamburg, der schon in den 1980er-Jahren mit der finanziellen Förderung des Fahrradparkens in den Wohnquartieren begann und ab 1993 das Hamburger Fahrradhäuschen entwickelte und zum Einsatz brachte, von dem Stand Ende 2023 rund 400 in Betrieb waren. Eine nennenswerte Verbreitung haben Fahrradhäuschen auch in Dortmund erfahren, von denen Stand Januar 2024 24 in Betrieb sind. Sie wurden zunächst vom Kreisverband Dortmund-Unna des Verkehrsclubs Deutschland (VCD) und ab Mai 2016 vom Kreisverband Dortmund des Allgemeinen Deutschen Fahrrad-Clubs ADFC betrieben. In Essen sind Stand Januar 2024 vier Fahrradhäuschen in Betrieb. Auch der Mainzer Fahrradpavillon ist mit seiner Bauform den Fahrradhäuschen zuzurechnen, weist aber eine rippenförmige Außenhaut aus Stahlprofilen auf und hat über eine Pilotinstallation hinaus keine weitere Verbreitung gefunden. In Wuppertal ist ein Fahrradhäuschen Bestandteil einer Quartiersmobilstation.

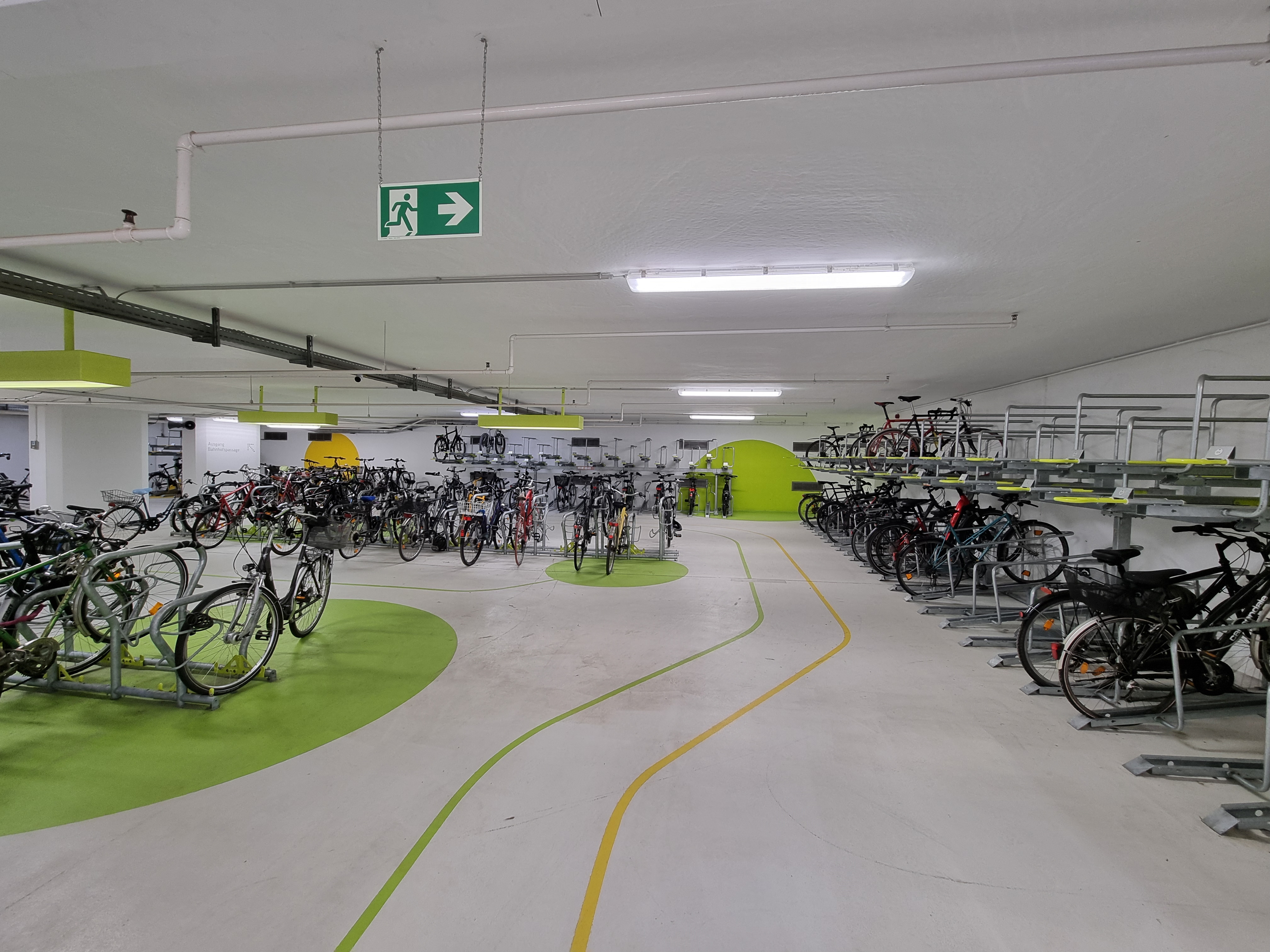
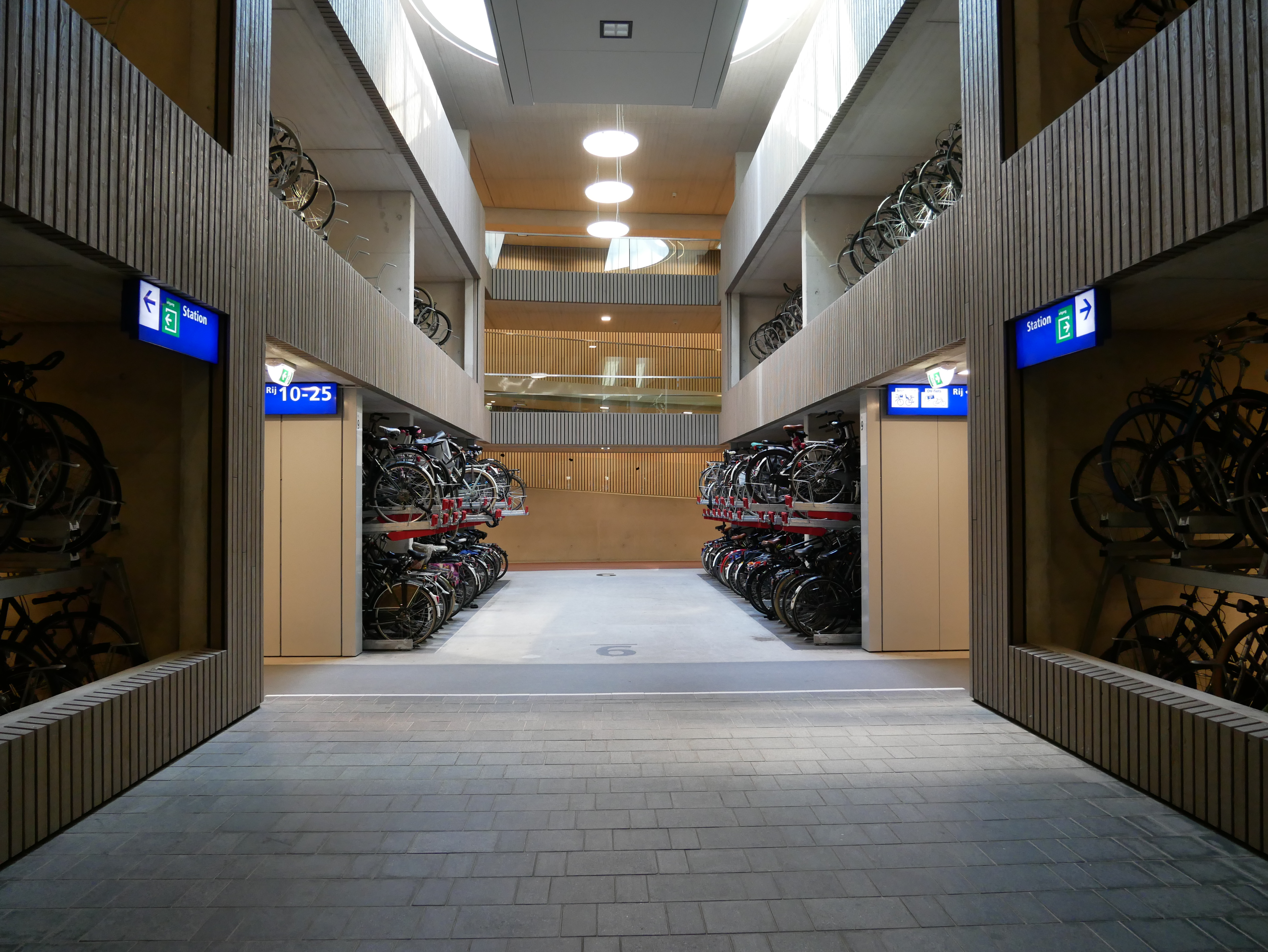

### Fahrradparkhäuser

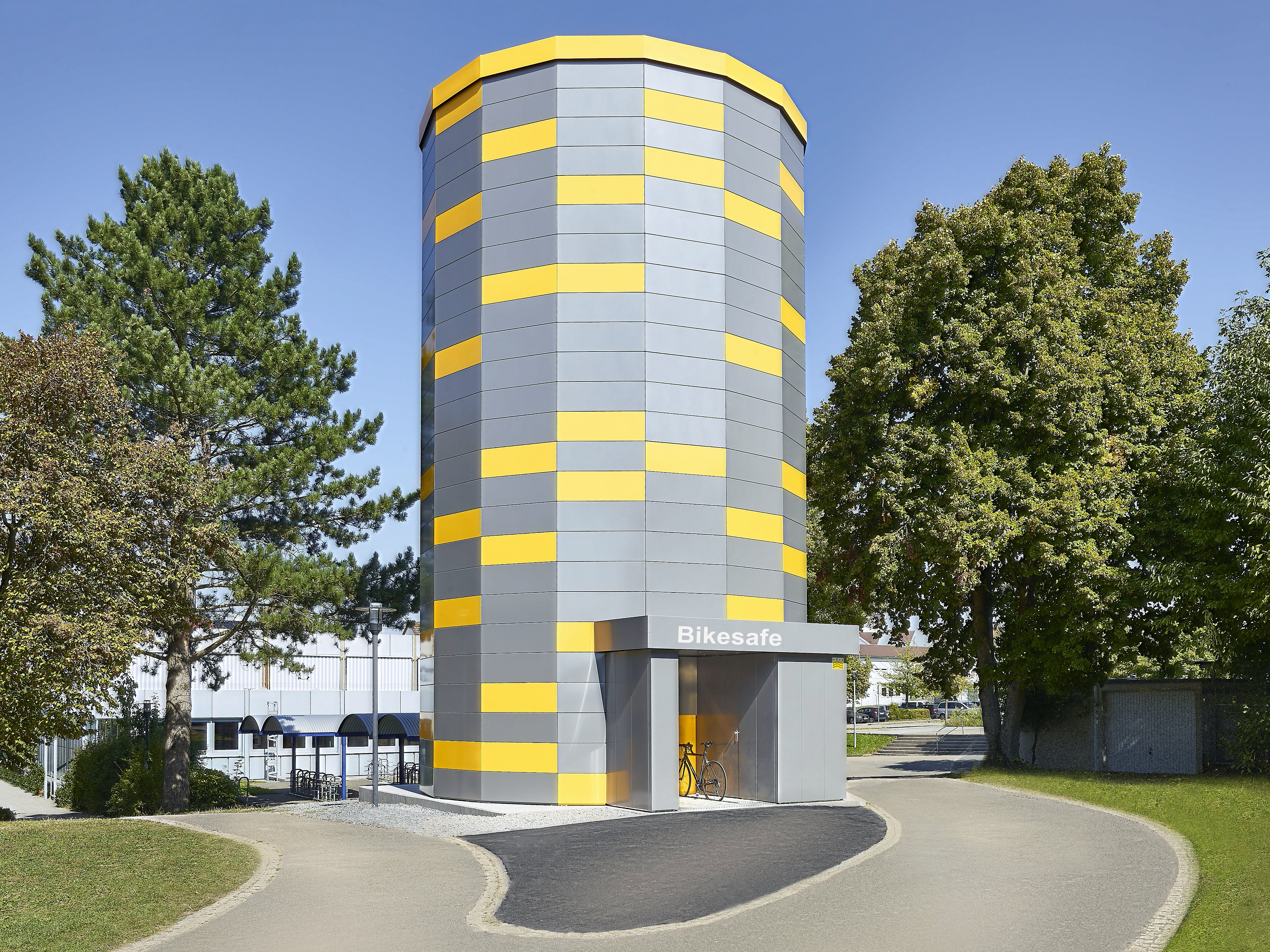
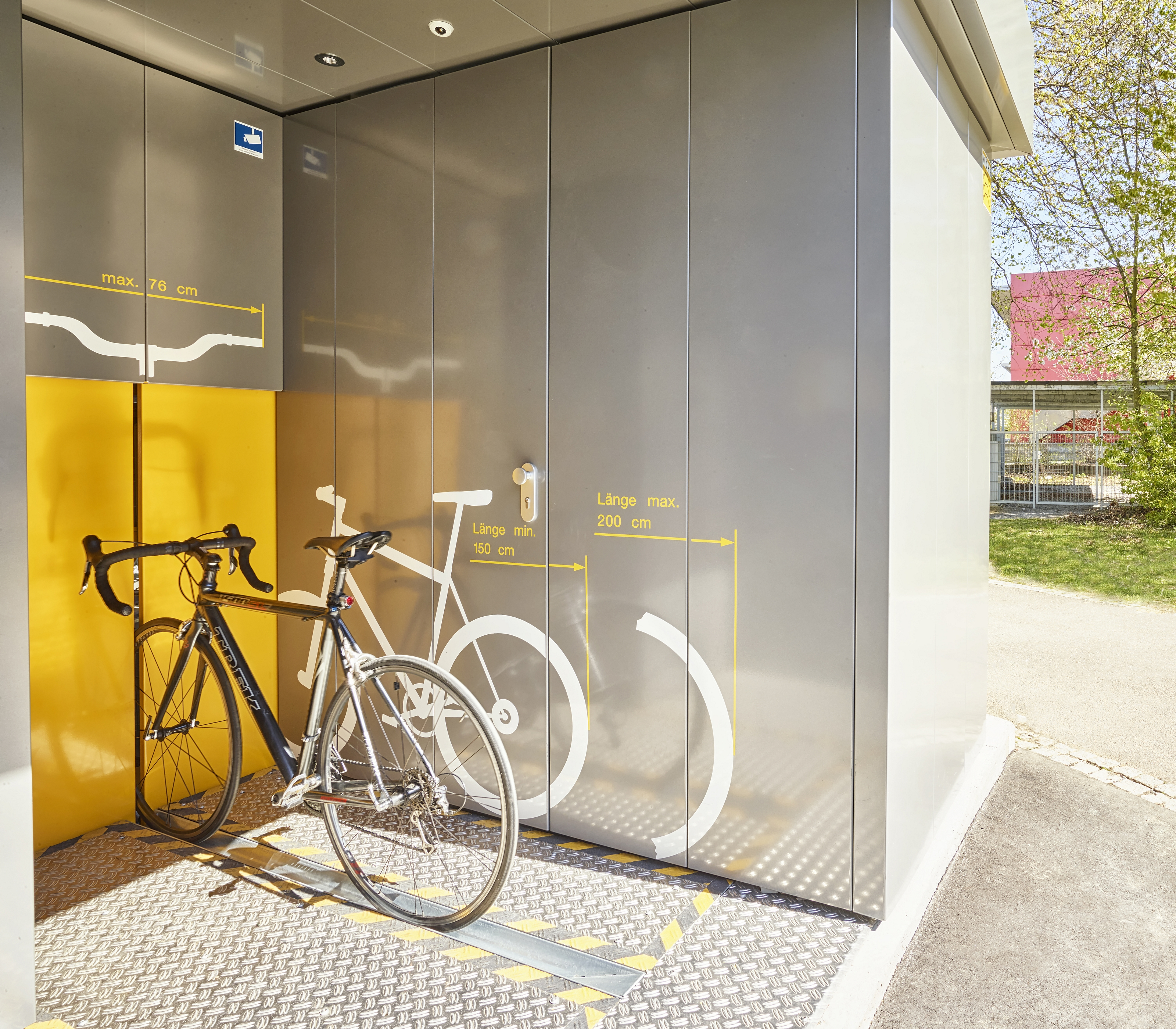

Analog zu Parkhäusern für Autos gibt es Fahrradparkhäuser (teilweise auch Fahrradgroßgaragen genannt) als Lösungen für Standorte mit hoher Nachfrage und überwiegend längerer Abstelldauer, z. B. an Bahnhöfen und anderen Knotenpunkten wichtiger Wegeverbindungen. Fahrradparkhäuser stehen üblicherweise (mit Ausnahme einiger Anlagen großer Arbeitgeber, die deren Belegschaften vorbehalten sind) der Allgemeinheit zur Verfügung und sind in der Regel kostenpflichtig. Eine Ausrüstung mit Doppelstockparkern ist heute der übliche Standard. Die Stadt Utrecht in den Niederlanden kann sich seit 2019 damit rühmen, am Hauptbahnhof das weltweit größte (Stand 2023) Fahrradparkhaus mit 12.500 Plätzen in Betrieb zu haben. Am Amsterdamer Hauptbahnhof gibt es seit Anfang 2023 zwei neue Fahrradparkhäuser mit zusammen 11.000 Stellplätzen. Sie sind im Untergrund von Wasserflächen errichtet worden und sollen die oberirdischen Anlagen ersetzen, damit Fußgänger rund um den Hauptbahnhof mehr Platz erhalten. Das größte Fahrradparkhaus in Deutschland mit 3.300 Stellplätzen ist aktuell (Stand 2023) auf der Westseite des Hauptbahnhofs Münster zu finden und wird ergänzt durch ein weiteres auf der Ostseite des Bahnhofes mit ca. 1.800 Plätzen. Auf großes Medieninteresse stieß 2018 der Umbau des ehemaligen Kfz-Parkhauses P3 in Karlsruhe mit 38 Kfz-Stellplätzen zu einem Fahrradparkhaus mit 680 Stellplätzen.

### Vollautomatische Fahrradparkhäuser
Eine sehr platzsparende Form des Fahrradparkens sind vollautomatische Fahrradparkhäuser, in denen die Fahrräder in mehreren Etagen oberirdisch (Turmbauweise, daher oft auch als Fahrradturm oder Fahrradsilo bezeichnet) oder unterirdisch (Schachtbauweise) geparkt werden. Auch Mischbauweisen mit einigen unter- und einigen oberirdischen Abstell-Etagen kommen vor. Diese Form von Fahrradparkhäusern wird von den Nutzern nicht betreten, sondern die Fahrräder werden an einem Übergabepunkt (auch Übergabe-Gate oder -Port genannt) ein- und ausgeschleust. Durch verschiedene Sicherheitsmechanismen wird sichergestellt, dass nur Fahrräder mit zulässigen Abmessungen und Gewicht und keine unzulässigen Gegenstände oder Personen eingeschleust werden. Je nach System können auch Fahrradbekleidung, Fahrradhelm, Packtaschen und teilweise sogar Kindersitze am Fahrrad verbleiben und mit eingelagert werden. Als maximale Auslagerungszeit gibt ein großer Hersteller 15 Sekunden an; bei häufiger stark pulkartiger Inanspruchnahme können auch mehrere Übergabe-Gates, in Einkaufszentren oder Bahnhöfen auch auf verschiedenen Verkehrsebenen vorgesehen werden. Am Markt werden sowohl Modelle in Einheitsgröße (z. B. 118 Stellplätze) oder skalierbar z. B. in Größen zwischen 6 und 1000 Stellplätzen angeboten. Die Nutzung ist teilweise kostenlos, oft aber kostenpflichtig.